# Eleazar Soria
Pour les articles homonymes, voir Soria (homonymie).
Eleazar José Manuel Alejandro Soria Ibarra, ou plus simplement Eleazar Soria, né à Lima au Pérou le 11 janvier 1948 et mort dans la même ville le 24 juin 2021, est un footballeur péruvien. 
Fils d'Alberto Soria, footballeur des années 1930, il jouait au poste de défenseur avant de devenir pasteur évangélique.

## Biographie

### Carrière en club
Arrivé à 16 ans à l'Universitario de Deportes, Eleazar Soria y fait sa formation et fait ses débuts en 1967 sous les ordres de Marcos Calderón. Au sein de l'Universitario, il remporte quatre championnats du Pérou en 1967, 1969, 1971 et 1974 et atteint la finale de la Copa Libertadores 1972.
En 1975, il émigre en Argentine, à l'Independiente, en compagnie de son compatriote Percy Rojas. Il remporte cette même année la Copa Libertadores et la Copa Interamericana. Il revient au Pérou en 1977 et joue pour le Sporting Cristal où il a l'occasion de remporter deux autres championnats du Pérou en 1979 et 1980. Il y met fin à sa carrière en 1981.
Tour à tour vice-champion (1972), puis champion (1975) de la Copa Libertadores, Eleazar Soria en dispute 59 matchs pour trois buts marqués.

### Carrière en sélection
International péruvien de 1972 à 1978, Eleazar Soria compte 29 matchs en équipe nationale (aucun but marqué). En 1975, il remporte la Copa América avec le Pérou en disputant toutes les rencontres de son pays dans la compétition. Deux ans plus tard, il dispute trois matchs des éliminatoires de la Coupe du monde de 1978 même s'il n'est pas retenu dans la liste finale de joueurs appelés à jouer le Mondial 1978 en Argentine.

### Ministère
Retiré du milieu du football, Eleazar Soria devient pasteur du Centre chrétien Ciudad del Rey, une église évangélique, puis président de la FIPAC (Fraternité internationale de pasteurs chrétiens) et vice-président de l'UNICEP (Union nationale des églises chrétiennes évangéliques du Pérou).

### Fin de vie
Il meurt le 24 juin 2021 à l'âge de 73 ans.

## Palmarès

### En club
| Universitario de Deportes - Championnat du Pérou (4) : - Champion : 1967, 1969, 1971 et 1974. |  | CA Independiente - Copa Libertadores (1) : - Vainqueur : 1975. - Copa Interamericana (1) : - Vainqueur : 1975. |  | Sporting Cristal - Championnat du Pérou (2) : - Champion : 1979 et 1980. |

### En équipe nationale
Pérou
- Copa América (1) :
  - Vainqueur : 1975.